# Карасёв, Алексей Николаевич
Алексе́й Никола́евич Карасёв (19 [31] марта 1854, Наровчат, Пензенская губерния — 9 [22] февраля 1914, Москва) — русский хоровой дирижёр и музыкальный педагог.

## Биография
Родился в Наровчате Пензенской губернии. С 1871 года преподавал пение в учебных заведениях Пензы. Руководил курсами хорового пения в Киеве (1884, 1887, 1888), Новочеркасске (1890), Липецке (1895), Екатеринодаре (1896) и других городах. Один из организаторов и преподавателей Народной консерватории в Москве.
Одним из первых в России стал применять общие приёмы методики и педагогики к преподаванию хорового пения; ввёл с этой целью подвижные ноты.

### Семья
Сын — Павел Алексеевич Карасёв (1879—1958), композитор и музыкальный критик.

## Избранные труды
Источник — Электронные каталоги РНБ Архивная копия от 3 марта 2016 на Wayback Machine
- Карасёв А. Н. Бесплатные вечерние школы хорового пения. — Вятка: Губ. тип., 1903. — 16 с.
- Карасёв А. Н. Детское пение : Опыт подготовительного пения при помощи звуков и букв : Рук-во для учителей народных и др. элементарных училищ и для домашнего обучения. — М.: тип. Э. Лисснер и Ю. Роман, 1884. — 35 с.
- Карасёв А. Н. Детское рисование по клеткам для семьи и школы : Год I и II. — Пенза: Паровая тип. В. Н. Умнова, 1901. — 40 с.
- Карасёв А. Н. Григорий Фёдорович Львовский и его духовно-музыкальные произведения. — М.: тип. Моск. ун-та, 1911. — 162 с. — (Отд. отт. из Дуеполезного чтения за 1910-1911 гг.).
- Карасёв А. Н. Методика пения : ч. 1-2. — Пенза: типо-лит. В. Н. Умнова, 1896—1897.
  - . — 8-е изд. — Пенза: типо-лит. В. Н. Умнова, 1912—1914.
- Карасёв А. Н. Методика пения : Рук-во к постановке и преподаванию хорового пения в нар., церковноприходск. школах и прочих учеб. заведениях и к организации церковных певческих хоров. — Пенза: типо-лит. В. Н. Умнова, 1891. — 270 с.
- Карасёв А. Н. Нотная грамота : Опыт самообучения пению. — СПб., 1898. — 157 с.
  - . — 4-е изд. — М.: тип. И. Н. Холчева и К°, 1903. — 157 с.
- Карасёв А. Н. Объяснение к подвижным нотам и начальные занятия по пению в школе, для учащих. — Пенза, 1888. — 12 с.
  - . — 4-е изд. — М., 1915. — 18 с.
- Карасёв А. Н. Отчёт о занятиях по пению на Саратовских земских педагогических курсах 1899 года. — Саратов: тип. Губ. земства, 1900. — 29 с.
- Карасёв А. Н. Спутник начинающего регента : Пособие для изучения регентского дела, организации хора и приспособления хоровых произведений к различным типам хоров. — М.: лит. В. Гроссе, 1907. — 51 с.
- Карасёв А. Н. Уроки пения. — 4-е изд. — М.: лит. В. Гроссе, 1890—1891. — Т. 1—2.
- Карасёв А. Н. Церковное пение : Рук-во для организации церковных певческих хоров : Для регентов, нар. учителей и всех учеб. заведений, имеющих церковные хоры. — Пенза: типо-лит. В. Н. Умнова, 1886. — 61 с.
  - . — 2-е изд., испр. — Киев: тип. Е. Я. Фёдорова, 1887. — 77 с.